# Changan CS85
La Changan CS85 è un'autovettura prodotta dalla casa automobilistica cinese Chang'an Motors dal 2019.

## Descrizione
La vettura è stata presentata durante il Salone dell'Auto di Guangzhou 2019 ed è stata lanciata sul mercato cinese nel marzo dello stesso anno.
Nell'aspetto e nelle dimensioni la CS85 richiama modelli di SUV coupé simili come la Mercedes-Benz GLC Coupé e la BMW X4.
Realizzata sulla base tecnica della Changan CS75, la CS85 è un Crossover SUV Coupé medio-grande che si va a collocare dimensionalmente sotto la Changan CS95 ed è alimentata da un motore turbo da 2,0 litri che sviluppa una potenza di 233 CV (174 kW) e 360 Nm di coppia abbinato ad un cambio automatico a 8 velocità proviene dalla Aisin. Successivamente a giugno 2019 è stata aggiunta una motorizzazione da 1,5 litri, da 178 CV accoppiato ad una trasmissione a doppia frizione a 7 marce.